# Drymeia makiharai
Drymeia makiharai är en tvåvingeart som beskrevs av Shinonaga 1994. Drymeia makiharai ingår i släktet Drymeia och familjen husflugor.
Artens utbredningsområde är Nepal. Inga underarter finns listade i Catalogue of Life.